# Dimna
Dimna of Dimnøya is een eiland dat deel uitmaakt van de gemeente Ulstein in de Noorse provincie Møre og Romsdal. Op het eiland dat ruim 9 km² groot is woonden in 2017 ruim 1300 mensen. Het eiland is met een korte brug verbonden met het nabijgelegen eiland Hareidlandet.

## Geboren
De atleet Karsten Warholm is geboren op Dimna.